# Simon Heffer
Simon Heffer (ur. 18 lipca 1960) – brytyjski historyk, dziennikarz i publicysta.

## Życiorys
Kształcił się w King Edward VI School (Chelmsford) oraz Corpus Christi College (Cambridge). Później podjął karierę dziennikarską, zostając zastępcą redaktora dla tygodnika „The Spectator” i gazety „The Daily Telegraph”. W dalszym okresie działalności pozostał związany z „The Daily Telegraph” i „The Sunday Telegraph”.
Napisał biografie Thomasa Carlyle’a i Ralpha Vaughana Williamsa oraz biografię polityczną króla Edwarda VII. Doktoryzował się na University of Cambridge na podstawie biografii Enocha Powella.
Jest autorem poradnika językowego Strictly English: The correct way to write... and why it matters (2010). Książka ta spotkała się z krytyką językoznawców, autorowi zarzuca się m.in. brak warsztatu naukowego, nieznajomość rzeczywistości językowej oraz skłonność do dyktowania subiektywnych zaleceń stylistycznych, również przeczących uzusowi angielszczyzny literackiej.

## Książki
- Simon Heffer, Charles Moore (red.): A Tory Seer: The Selected Journalism of T.E. Utley. Londyn: 1989. ISBN 0-241-12728-9. Brak numerów stron w książce
- Simon Heffer: Moral Desperado: A Life of Thomas Carlyle. Londyn: 1995. Brak numerów stron w książce
- Simon Heffer: Power and Place: The Political Consequences of King Edward VII. Londyn: 1998. Brak numerów stron w książce
- Simon Heffer: Like the Roman: The Life of Enoch Powell. Londyn: 1998. ISBN 0-297-84286-2. Brak numerów stron w książce
- Simon Heffer: Nor Shall My Sword: The Reinvention of England. Londyn: 1999. Brak numerów stron w książce
- Simon Heffer: Vaughan Williams. Londyn: 2000. ISBN 0-297-64398-3. Brak numerów stron w książce
- Simon Heffer: Strictly English: The correct way to write... and why it matters. Londyn: Rh Books, 2010. ISBN 978-1-84794-630-0. Brak numerów stron w książce
- Simon Heffer: High minds: the Victorians and the birth of modern Britain. Londyn: RH Books, 2013. Brak numerów stron w książce
- Simon Heffer: Simply English. Londyn: RH Books, 2014. Brak numerów stron w książce
- Simon Heffer: The Age of Decadence: Britain 1880 to 1914. Londyn: Random House, 2017. ISBN 978-1-84794-742-0. Brak numerów stron w książce